# Guy Richer
Pour les articles homonymes, voir Richer.
Guy Richer est un acteur, animateur et réalisateur de télévision québécois né le 10 août 1954.

## Résumé de carrière

### Chroniqueur voyage
Au cours des dernières années, Guy Richer a animé et réalisé une quarantaine d’émissions de télé sur le tourisme international diffusées à Évasion et TVA dont « Partons la mer est belle » une série de 13 heures sur le tourisme à voile de la Polynésie à La Grèce. En plus de rédiger des articles et des chroniques sur les grandes destinations dans différents magazines et à la radio, il est porte parole du Salon International tourisme voyage.

### Comédien
À titre de comédien, Guy Richer a eu un parcours professionnel très diversifié : 
Il a tourné au cinéma dans un film de Marc-André Forcier (Les États-Unis d’Albert) et avec Pierre Falardeau (Elvis Gratton, Miracle à Memphis). 
Il a personnifié le commandant Robert Piché dans la série "Mayday", (Air Transat vol 236). 
Dans la série "Trudeau", diffusée à CBC, il incarna Jean Chrétien en anglais (nomination rôle de soutien au Gemini awards 2002 à Toronto). 
Il a joué dans plusieurs télé séries québécoises tel que : "Les hauts et bas de Sophie Paquin", "Diva", "Histoires de filles", "Urgence", "La courte échelle", "Les grands procès", sans compter ses nombreuses personnifications  dans la populaire série "Rira Bien", à TVA.

### Imitateur
Plusieurs participations au Festival ‘Juste pour rire’ et ‘Le Grand rire’ de Québec et le spectacle ‘Cyclone’ monté à Paris, mis en scène par Denis Bouchard avec des imitateurs de France. 
Il a personnifié des dizaines de personnalités publiques à L'émission "Rira Bien" et dans "Les faces à claques", toutes deux à TVA ainsi que dans de nombreux galas télévisés et sur scène.

### Animateur
Il a notamment animé des émissions informatives: "L’histoire à la une", quotidienne 60 min. à Historia, « Maintenant » un magazine sur l’information scientifique à TVA. Des émissions de service : «  Carrefour-habitation » à TQS, «Télé-Service, » à Radio-Québec, des émissions de jeux "Fort Boyard", à TVA, "5 POUR 1", à Radio-Québec, des magazines culturels: "Lumières", à Radio-Québec, des variétés, « Gala Métrostar », (en co-animation) à la SRC, "Ad lib" (une quarantaine d’émissions en remplacement de J. P. Coallier)  à TVA.

### Cinéma
- 1999 : Elvis Gratton II : Miracle à Memphis : Premier Ministre
- 2005 : Les États-Unis d'Albert

### Télévision
- 1978: Bye Bye 1978 : Claude Ryan
- 1994 : Les grands procès : Dr. Fontaine
- 1996 : Omertà ("Omerta, la loi du silence") (série TV) : Propriétaire de bar
- 1996 : Urgence ("Urgence") (série TV) : Lucien Alarie (1996)
- 2002 : Trudeau (feuilleton TV) : Jean Chrétien
- 2003 : Mayday : danger dans les airs: Robert Piché (série TV)
- 2008 : René Lévesque - Le destin d'un chef : Jean Chrétien
- 2016 : District 31 : Robert Mateau

## Récompenses et nominations

### Récompenses
Prix Gémeaux: Meilleur comédien série humoristique pour l'émission "Rira Bien"

### Nominations
- Gemini Awards Best actor in a supporting role.  Mini série "Trudeau"